# 다고촌 (시즈오카현)
다고촌(일본어: 田子村)은 일본 시즈오카현 나카군·가모군에 있던 촌이다. 현재의 니시이즈정에 해당한다.

## 역사
- 1889년 4월 1일 - 정촌제 시행에 의해 나카군 다고촌이 성립하였다.
- 1896년 4월 1일 - 군 개편에 의해 가모군에 속하게 되었다.
- 1956년 3월 31일 - 니시나촌과 합병해 니시이즈정이 되었다.

## 참고 문헌
- 角川日本地名大辞典編纂委員会,『角川日本地名大辞典 22 静岡県』, 角川書店, 1978年, ISBN 4-04-001220-8